# Germain Mendome
Germain Mendome (ur. 21 sierpnia 1970 w Port-Gentil, zm. 1 czerwca 2013) – piłkarz gaboński grający na pozycji bramkarza.

## Kariera klubowa
W swojej karierze piłkarskiej Mendome grał między innymi w takich klubach jak: AS Sogara, Mbilinga FC i Aigles Verts.

## Kariera reprezentacyjna
W 1994 roku Mendome został powołany do reprezentacji Gabonu na Puchar Narodów Afryki 1994. Na tym turnieju wystąpił w dwóch meczach: z Nigerią (0:3) i z Egiptem (0:4).
W 1996 roku Mendome rozegrał trzy mecze w Pucharze Narodów Afryki 1996: z Liberią (1:2), z Demokratyczną Republiką Konga (2:0) i ćwierćfinale z Tunezją (1:1, k. 1:4).
Z kolei w 2000 roku Mendome był w kadrze Gabonu na Puchar Narodów Afryki 2000. Tam rozegrał 2 mecze: z Algierią (1:3) i Demokratyczną Republiką Konga (0:0).